# Keene (California)
Keene, es un lugar designado por el censo ubicado en el condado de Kern en el estado estadounidense de California. En el año 2000 tenía una población de 339 habitantes y una densidad poblacional de 13.5 personas por km².

## Geografía
Keene se encuentra ubicado en las coordenadas 35°13′25″N 118°33′44″O / 35.22361, -118.56222. Según la Oficina del Censo, la localidad tiene un área total de 25,2 km² (9,7 mi²), de la cual 25,2 km² (9,7 mi²) es tierra y 0 km² (0 mi²) (0%) es agua.

## Demografía
Según la Oficina del Censo en 2000 los ingresos medios por hogar en la localidad eran de $49,500, y los ingresos medios por familia eran $59,583. Los hombres tenían unos ingresos medios de $60,078 frente a los $27,813 para las mujeres. La renta per cápita para la localidad era de $27,986. Alrededor del 24.7% de la población estaba por debajo del umbral de pobreza.